# Wharetana Bay
Die Wharetana Bay ist eine kleine im Südwesten der Waiheke Island und zur Region Auckland gehörende Bucht in Neuseeland. Sie ist für die indigene Bevölkerung der Region von Bedeutung, da in der Bucht einige ihrer historischen Stätten liegen. Auch fand die erste Besiedlung von Waiheke Island durch Europäer in der Bucht statt.

## Geographie
Die knapp 300 m lange Bucht liegt im südwestlichen Teil der Waiheke Island und gehört zu der meeresarmgleichen, gut 3 km in die Insel hineinreichende Putiki Bay. Sie ist eine der vier südlich gelegenen Buchten des Meeresarms. An die Wharetana Bay schließt sich in östlicher Richtung die Okoka Bay und in westlicher Richtung die Oakura Bay an.

## Geschichte
In der Bucht befinden sich Gräber und Muschelansammlungen der ursprünglich indigenen Bevölkerung sowie Gebäude aus der Zeit der ersten europäischen Besiedlung von Waiheke Island.
Im Jahr 1845 ließ sich der Belgier Charles de Witt, der ein Mitglied des Auckland Councils war, in der Bucht nieder. De Witts Nachkommen lebten noch bis in die 1980er Jahre dort. Überreste von Gebäuden, einem Anlegeplatz, einem Damm und das Grab des Gärtners von de Witt ließen sich nachweisen. Der New Zealand Historic Places Trust (NZHPT), der für die staatliche Denkmalpflege in Neuseeland zuständig ist, erklärte einige archäologisch und historisch wertvolle Stätten an der flachen Küste der Bucht für schützenswert.
Im Oktober 2012 wandte sich die Bevölkerung in einer Protestaktion gegen eine Bebauung der historischen Stätte.